# برج‌های خرقان
برج‌های دوگانه خَرَقان دو برج آجری دوره سلجوقی هستند که با فاصله ۲۹ متری از یکدیگر و در فاصله یک کیلومتری روستای حصار از توابع دهستان خرقان غربی در شهرستان آوج استان قزوین منطقه باستانی خرقان قرار دارند. این بنا در ۲۳ خرداد ۱۳۵۶ به شماره ۱۳۹۵ در آثار ملی ایران به ثبت رسیده‌است.

## جزئیات بناها
این مجموعه شامل ۲ برج است که برج شرقی از برج غربی قدیمی‌تر است. برج قدیمی که هشت‌ضلعی است، حدود ۱۵ متر ارتفاع و ۱۱ متر قطر دارد.

### آجرکاری
گره‌چینی و نقوش هندسی آجرکاری دوره سلجوقی، در این بنا به کمال رسیده‌است.
اجرای آجرکاری این برج‌ها حاکی از مهارت بالای سازندگان آن است و این بنا را یکی از چشمگیرترین بناهای قرن پنجم قمری بدل کرده‌است. در آجرکاری این بنا، شیوه‌ای تازه به کار گرفته شده‌است که بعداً در ساخت بناهای دیگری چون گنبد سرخ مراغه نیز استفاده شده‌است.
تمامی بنا به ضخامت ۶۰ سانتی‌متر با آجرهای ساده به ابعاد ۵×۱۹×۱۹ یا ۵×۲۰×۲۰ سانتی‌متری ساخته شده که روی آن به ضخامت ۲۱ سانتی‌متری آجرکاری تزئینی انجام شده‌است. در برج‌ها حدود ۲۵ نوع آجرکاری تزئینی با طرح‌های مختلف وجود دارد که حصیری، جناغی، خفته‌راسته، گره مربع سرمه‌دان، مربع پای باریک و چهارترنجی از آن جمله هستند.

### گنبد
نخستین نمونه گنبدهای نار (پیازی و نیم‌کره) و گنبدهای دو پوسته گسسته (میان‌تهی) در این برج‌ها دیده می‌شود و آن را از نظر پیشتازی در این عرصه مهم می‌کند. از ویژگی‌های بنا حدس زده‌می‌شود که پوسته دوم آن مخروطی‌شکل نیست و دو پوسته آن کاملاً در نیم‌رخ هم قرار ندارند.
از پوسته خارجی گنبد برج قدیمی چیزی باقی‌نمانده‌است اما پوسته داخلی آن سالم است و با انحنا به کمک طاق‌نماها و کاربندی شانزده‌گانه‌ای بالای هشت‌ضلعی بنا قرار گرفته‌است.

### کتیبه‌ها
در سردر ورودی برج‌ها در کتیبه‌هایی که در بالای ساقه گنبد قرار دارد اطلاعاتی در مورد سال ساخت و معمار نوشته شده‌است. در کتیبه دوخطی برج قدیمی چنین نوشته شده‌است:
به تاریخ سنه ستین و اربعمائه عمل محمد بن مکی الزنجانی القبه.
که نشان از ساخت بنا در سال ۴۶۰ (قمری) توسط محمد بن مکی زنجانی دارد. کتیبه برج جدید سال ساخت ۴۸۶ به معماری ابوالمعالی بن مکی زنجانی را نشان می‌دهد اما احتمالاً معمار هر دو برج یک نفر بوده‌است.معمار برج شرقی فرد فوق الاشاره بوده ولی معمار برج غربی ابوالمعالی بن محمد مکی الزنجانی القبه بوده که برج غربی در سال ۴۸۶ هجری توسط برادر یا پسر معمار برج شرقی ساخته شده است برج قدیمی در زمان سلطان عضدالدین آلپ ارسلان سلجوقی و برج غربی در دوره سلطنت ابوالمظفر برکیارق سلجوقی احداث شده است

### تزئینات داخلی
برج قدیمی
داخل برج قدیمی نقاشی‌هایی قرار دارد که در نوع خود با ارزش هستند. در این نقاشی‌ها، عقاب نر با چتری به شکل بادبزن با بال‌ها باز و ستاره‌های شش یا هشت‌پر، دو عقاب در مقابل یکدیگر، یا دو عقاب که گردن‌های بلندشان به هم پیچیده دید می‌شود که الهام گرفته شده از پرچم سلجوقیان است. میان دو طاق‌نمای داخل بنا نقش تجریدی درخت انار با دو پرنده در دو طرف‌آن دیده‌می‌شود. تزئینات سطح داخلی گنبد شامل نقوشی تزئینی با تلفیقی از خط کوفی است که در کادرهایی با رنگ سبز و آبی ایجاد شده‌است.
برج جدید
فضای داخلی این برج پوشش گچی و نقاشی دیواری ندارد و دیوارها سراسر آجرچینی ساده دارند. حاشیه گنبد هشت حاشیه پهن با نقوش هندسی دارد که زیر آنها کتیبه‌ای قرآنی به خط کوفی مشاهده می‌شود. ضریح داخل این برج با برج قدیمی هم‌اندازه و بدون تزیینات است اما در حاشیه بالای آن، نام دوازده امام با خط نسخ حکاکی شده‌است.

## دفن‌شدگان
تا اوایل دهه ۱۳۴۰، بر اساس نوشته‌های کتیبه‌های روی ضریح‌های چوبی تصور می‌شد که این دو بنا آرامگاه دو امامزاده به نام‌های حدیده‌خاتون و محمد ابن‌موسی‌کاظم از فرزندان موسی‌بن‌جعفر در این بناها دفن شده‌اند.اما در بررسی های استروناخ روشن شد که این برجها آرامگاه دو تن از ترکان سلجوقی به نامهای ابوسعید بیجار پسر سعد و ابومنصور ایلتای‌تی پسر تکین‌اند.

## بازسازی

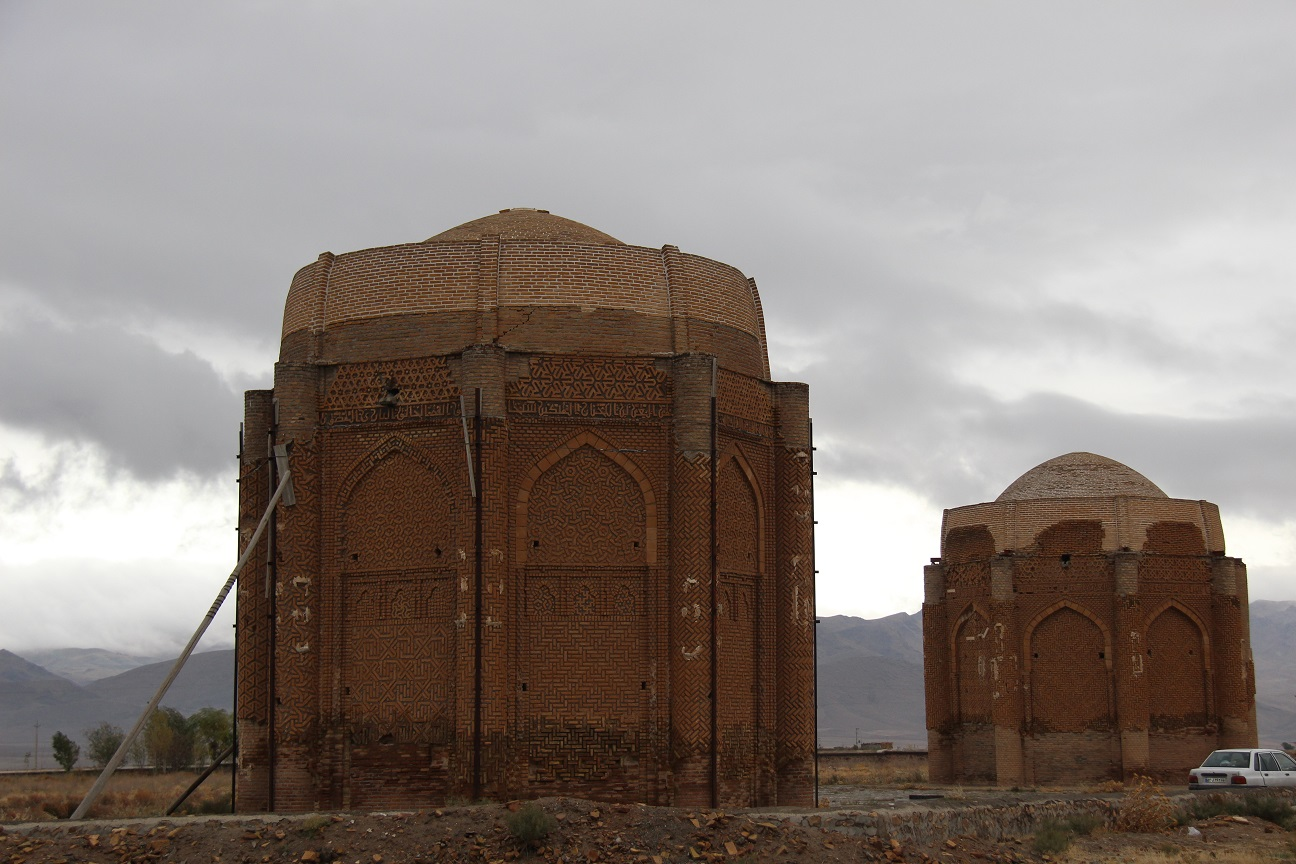
برج‌های خرقان در حال حاضر

این بنا بارها مرمت شده‌ است. در سال ۱۳۴۷ روستاییان محلی قسمتی از بنا را که بر اثر سیلاب در زیر رسوبات سست قرار گرفته بود به شکل ابتدایی تعمیر کردند. برج‌ها در سال‌های ۱۳۵۳، ۱۳۶۹، ۱۳۷۰ و ۱۳۷۳–۱۳۷۱ مورد مرمت قرار گرفتند.

### زلزله
در زلزله بوئین‌زهرا در سال ۱۳۸۱، هر دو برج آسیب قابل توجهی دیدند. با توجه به وضعیت مناسبی که دو برج تا پیش از این داشتند می‌توان گفت که این زلزله یکی از قوی‌ترین زلزله‌های این منطقه در ۹۰۰ سال اخیر بوده‌ است.

## نگارخانه

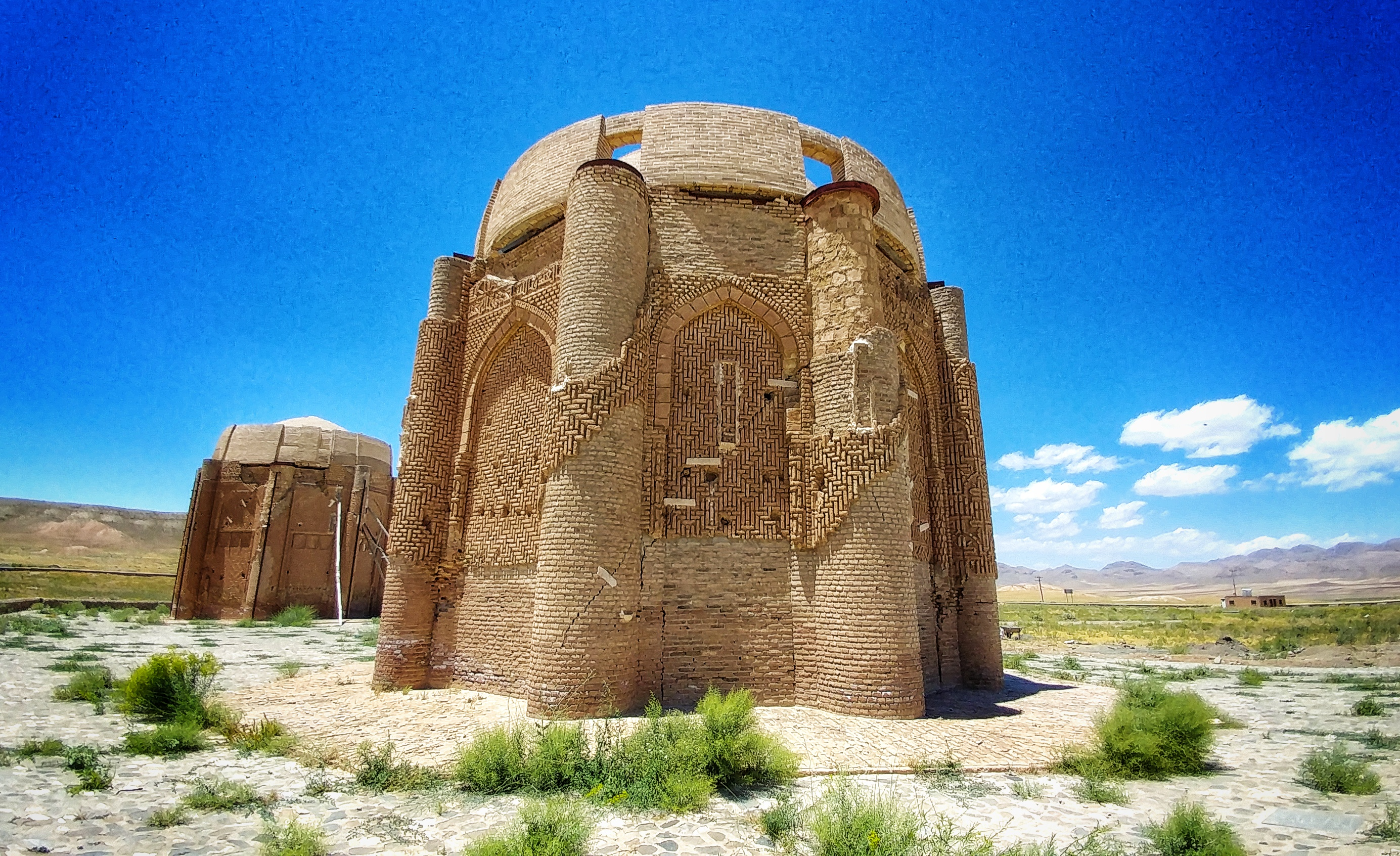
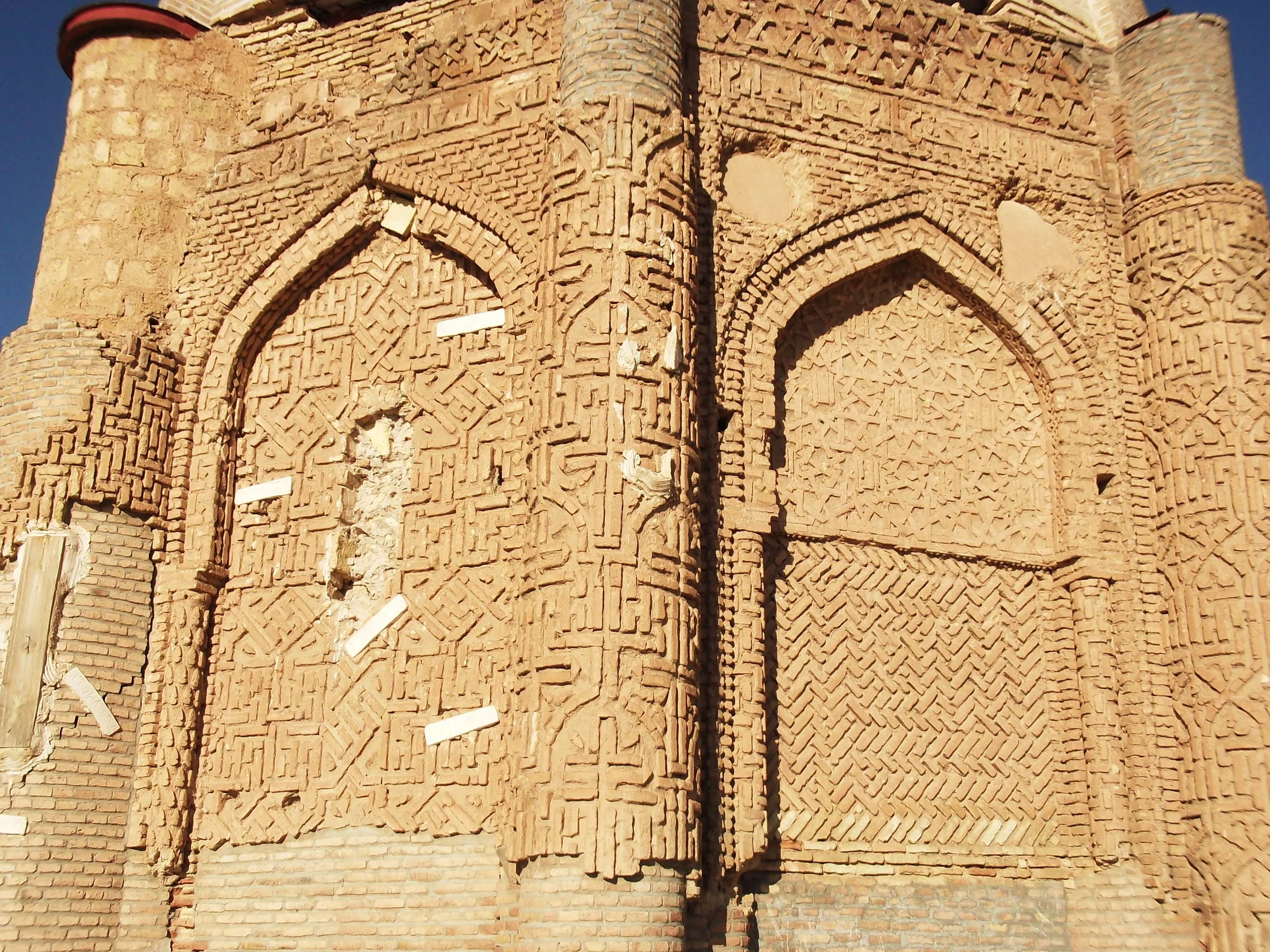
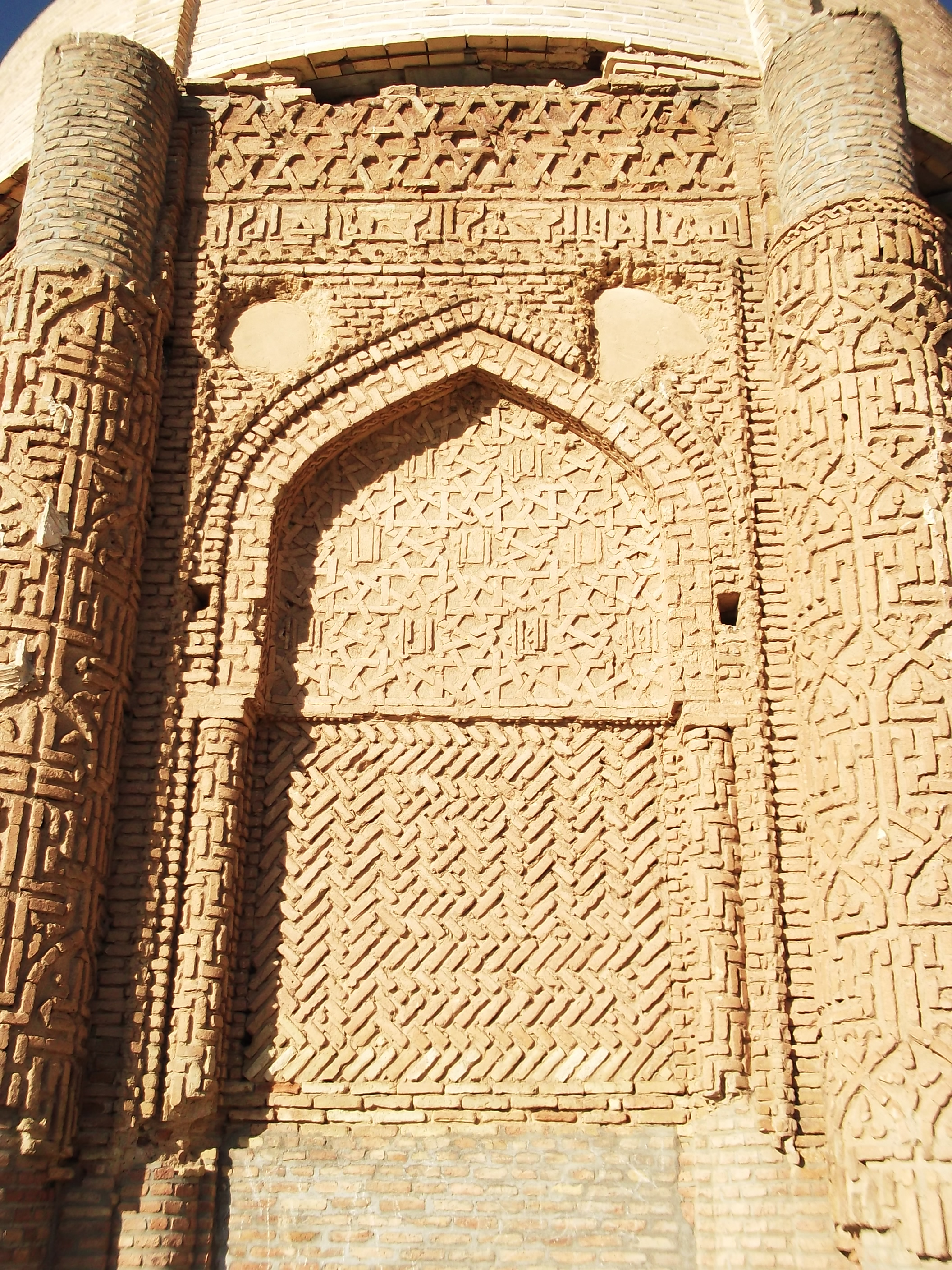
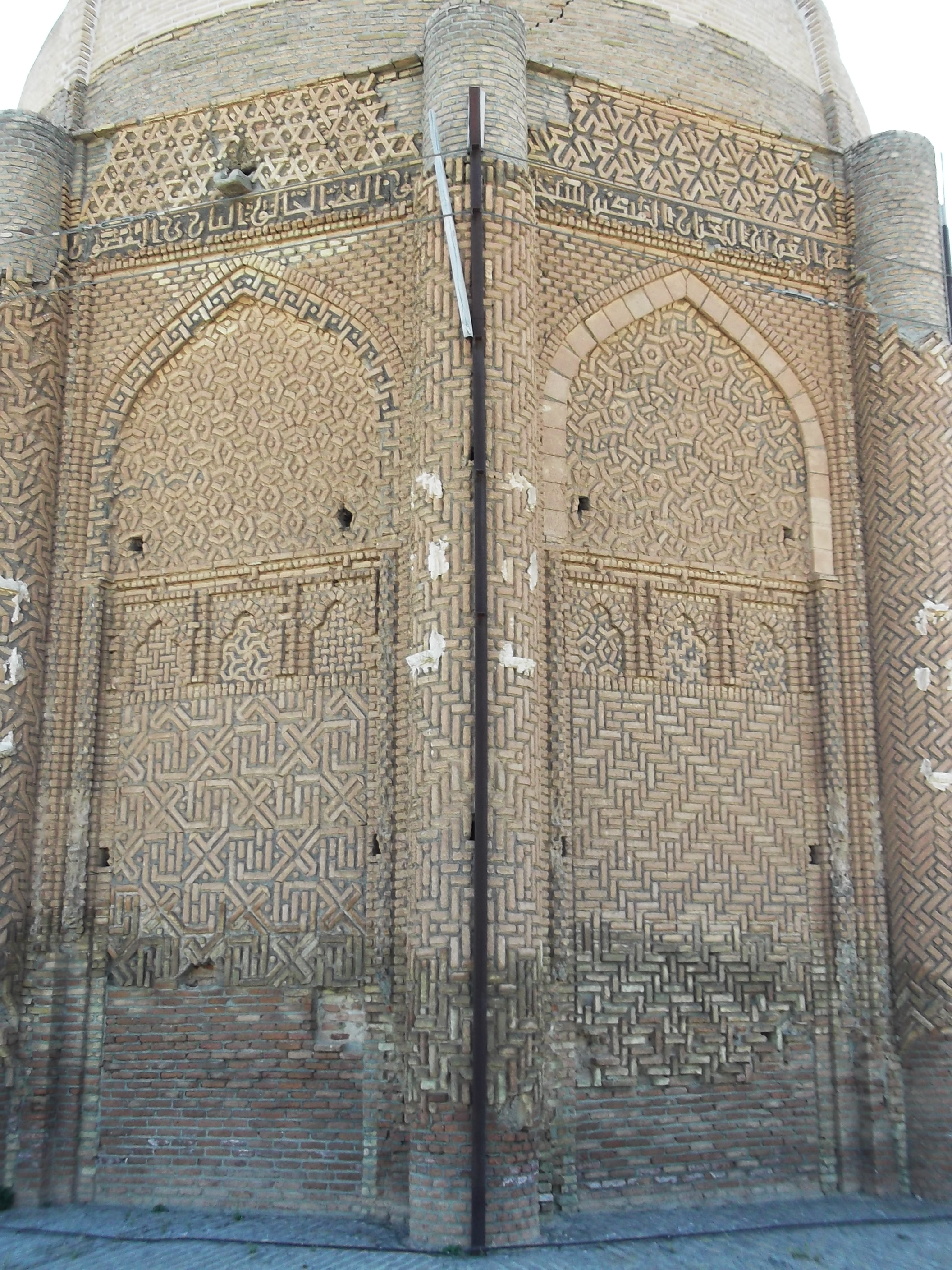
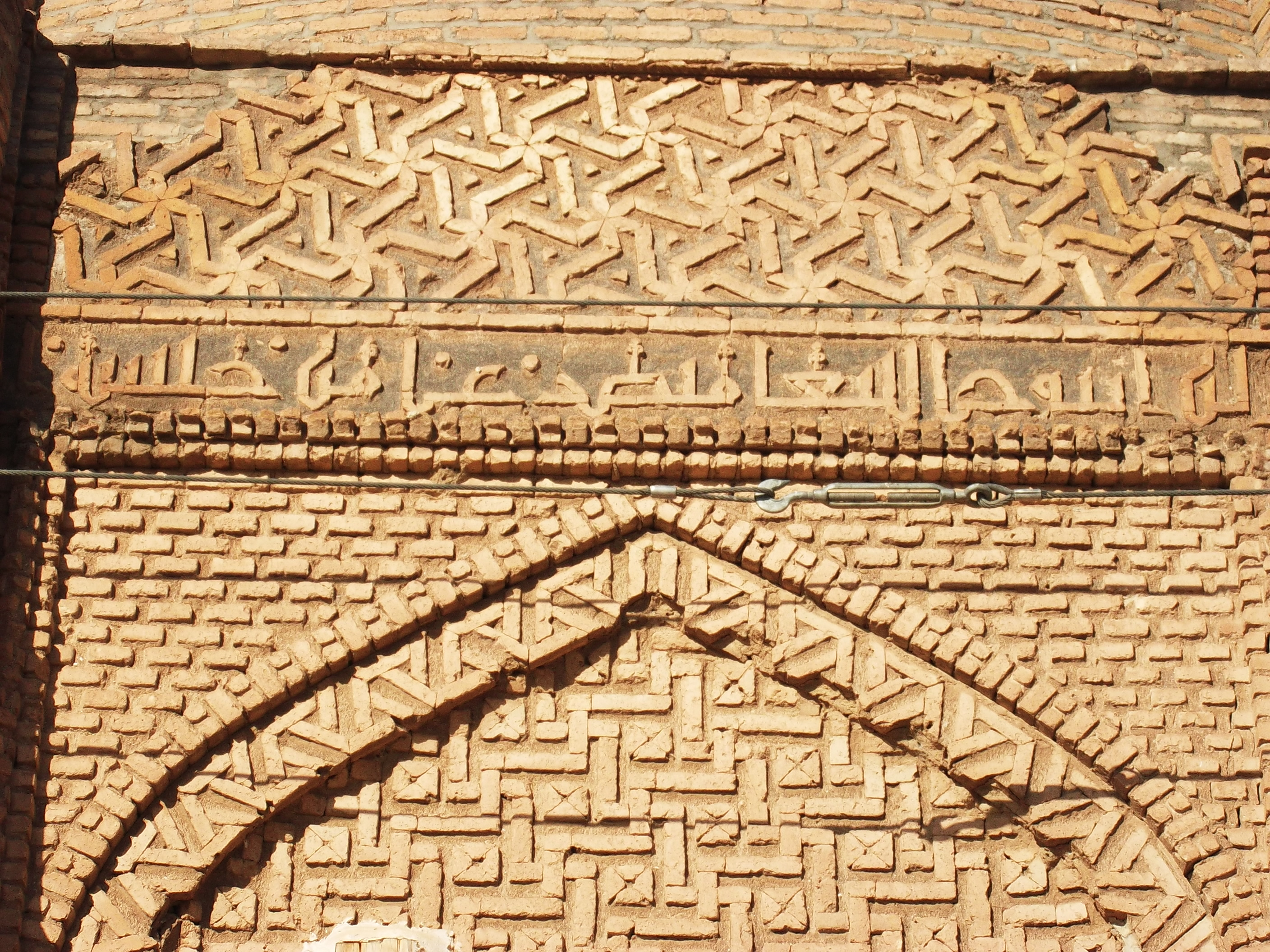

## یادکرد منابع
1. ↑  عطارزاده، دانشنامه جهان اسلام.
2. ↑  امینی، صدا و سیمای مرکز قزوین.
3. ↑  عطارزاده، دانشنامه جهان اسلام.
4. ↑  عطارزاده، دانشنامه جهان اسلام.
5. ↑  عطارزاده، دانشنامه جهان اسلام.
6. ↑  امینی، صدا و سیمای مرکز قزوین.
7. ↑  امینی، صدا و سیمای مرکز قزوین.
8. ↑  عطارزاده، دانشنامه جهان اسلام.
9. ↑  عطارزاده، دانشنامه جهان اسلام.
10. ↑  امینی، صدا و سیمای مرکز قزوین.
11. ↑  امینی، صدا و سیمای مرکز قزوین.
12. ↑  عطارزاده، دانشنامه جهان اسلام.
13. ↑  عطارزاده، دانشنامه جهان اسلام.
14. ↑  عطارزاده، دانشنامه جهان اسلام.
15. ↑  امینی، صدا و سیمای مرکز قزوین.
16. ↑  عطارزاده، دانشنامه جهان اسلام.
17. ↑  عطارزاده، دانشنامه جهان اسلام.
18. ↑  عطارزاده، دانشنامه جهان اسلام.
19. ↑  عطارزاده، دانشنامه جهان اسلام.
20. ↑  استروناخ و یانگ، دیوید و کایلر (۱۳۴۸). «سه آرامگاه برجی‌از دوران سلجوقی» جلد نخست، ترجمه مجید ورهرام. تهران: مجله بررسیهای تاریخی. صص. ۳۵۴.
21. ↑  معماریان، غلامحسین (۱۳۷۱). ساختمانهای درون‌شهری و برون‌شهری، جلد ۱. تهران: مجله بررسیهای تاریخی. صص. ۲۷۰.
22. ↑  ورجاوند، پرویز (۱۳۴۹). سرزمین قزوین، جلد ۱. تهران. صص. ۳۴۲.
23. ↑  عطارزاده، دانشنامه جهان اسلام.
24. ↑  Walker et al, Geophysical Journal International.